# Angelika Beer
Pour les articles homonymes, voir Beer.
Angelika Beer (née le 24 mai 1957 à Kiel) est une femme politique allemande active au sein de l'Alliance 90/Les Verts.

## Activités associatives
De 1990 à 1994, Angelika Beer fut coordinatrice de la Campagne internationale pour l'interdiction des mines antipersonnel de Medico International.

## Activités au sein du parti
En 1979, elle est membre fondatrice de la Liste pour la démocratie et la protection de l'environnement de Schleswig-Holstein.
En 1980, Angelika Beer participe à la fondation du Parti des Verts à Neumünster. Elle était active auparavant au sein de la Ligue communiste.
Elle siège au bureau fédéral du parti de 1991 à 1994, puis est coprésidente des Verts allemands de 2002 à 2004 avec Reinhard Bütikofer.
En mars 2008, elle annonce quitter les Verts.
Le 25 septembre 2009, elle annonce son soutien au Parti Pirate puis le rejoint définitivement en novembre 2009. Elle se présente pour le parti dans les élections étatiques du Schleswig-Holstein en 2012 à la sixième place sur la liste des candidats dans la circonscription de Neumünster.

## Mandats électoraux

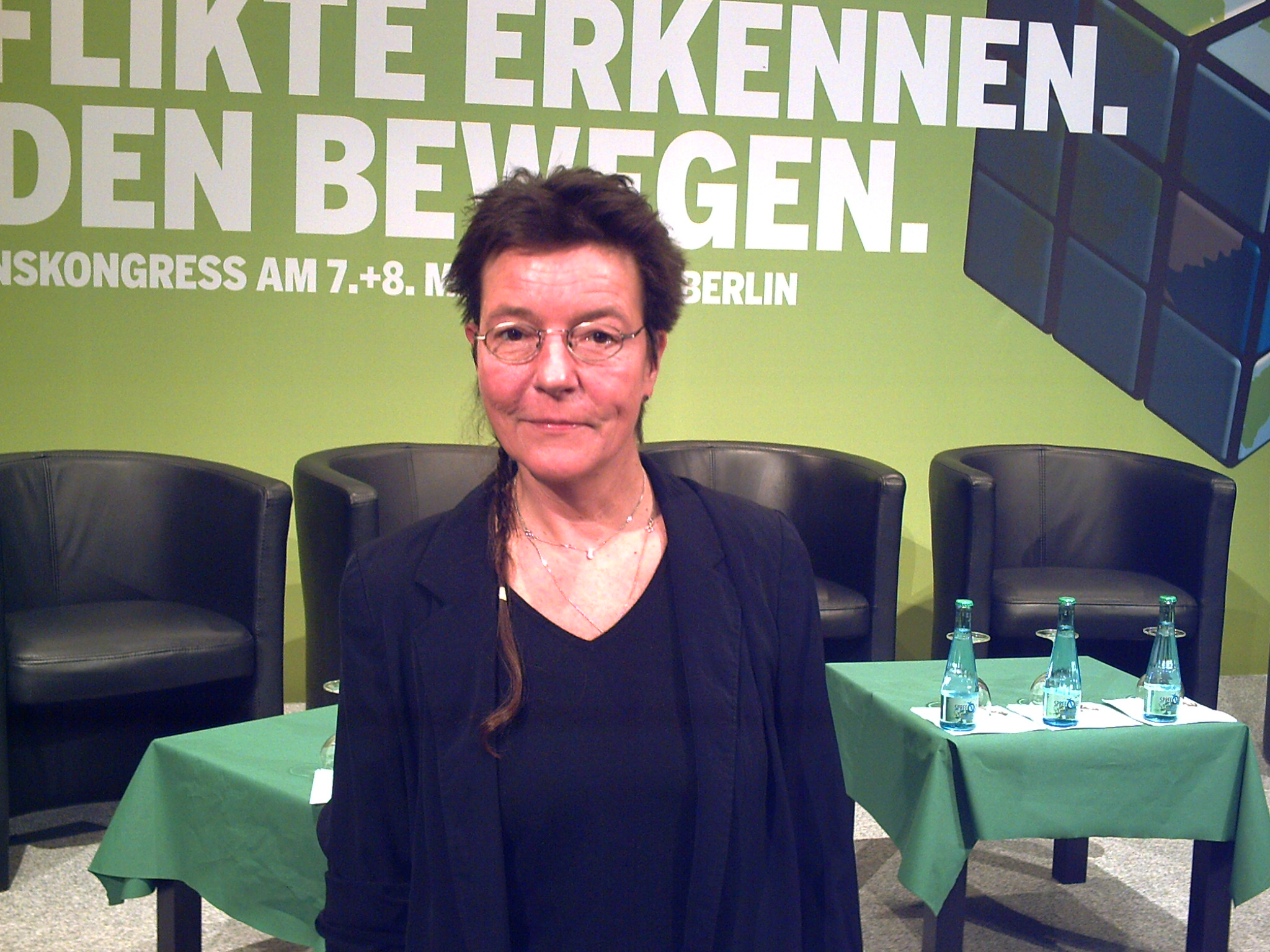
Angelika Beer en 2008.

Elle est députée au parlement fédéral allemand de 1987 à 1990, puis à nouveau de 1994 à 2002. Durant cette deuxième période, elle est porte-parole du groupe des Verts allemands au parlement pour les questions de défense. Elle occupe également, de 1994 à 1998, la présidence du groupe parlementaire Allemagne-Scandinavie au Parlement fédéral.
Depuis 2004, elle est membre du Parlement européen. Elle y exerce notamment la fonction de présidente de la Délégation pour les relations avec l'Iran et est membre de la Commission des affaires étrangères.